# ネパール王国の君主
ネパール王国の君主（ネパールおうこくのくんしゅ）は、現在のネパール全体を支配した君主である。
ネパール王の称号は初代プリトビ・ナラヤン・シャハの代から第7代プリトビ・ビール・ビクラム・シャハまでは「マハーラージャーディラージャ」（Mahārājādhirāja、大王の中の王）の称号を、第8代トリブバンから終代のギャネンドラの治世までは「国王」（King）の称号を使用した。

## 概要
1768年、ゴルカ王国の君主プリトビ・ナラヤン・シャハがカトマンズ・マッラ朝を滅ぼし、1769年までにカトマンズ盆地を統一。これにより、ネパール王国が成立した。ただし、ギルバン・ユッダの治世まではネパール全体の王ではなかった。
1846年にラナ家が王宮大虐殺事件で宰相位を世襲するようになると、宰相ジャンガ・バハドゥル・ラナは王に「カスキとラムジュンの大王」の称号を与える勅令を出させた。その後、ジャンガ・バハドゥルは宗主国であるイギリスがこの称号を地方藩主の称号としかみなしていないと知ると、新たに首相にして大王を意味する異例の称号「首相・大王」を与える勅令を出させ、以後歴代のラナ家首相がこの称号を名乗った。ここに首相が事実上の王となり、王に代わって全権を行使する専制体制が構築された。
1951年、王政復古によりラナ家の統治は終わり、「首相・大王」の称号は廃止され、専制体制は崩壊した。その後、王を元首とし、内閣、議会が政治を運営する立憲君主制が取られた。
だが、1960年にマヘンドラのクーデターよって内閣、議会は解散させられ、専制政治がはじめられた。その後、1990年のビレンドラの治世まで国王親政が取られていた。
また、ネパール王以外にも下位の王（ムスタン王国、サリャーン王国、ジャージャルコート王国、バジャーン王国を統治した諸王）が存在し、これらは地方藩主として扱われた。これら地方藩主もまた、2008年の王政廃止に伴って退位した。

## 一覧
| 君主名                                                       | 生没年月日                                | 即位              | 退位               | 補足                                       | 家系     | 画像                               |
| ------------------------------------------------------------ | ----------------------------------------- | ----------------- | ------------------ | ------------------------------------------ | -------- | ---------------------------------- |
| プリトビ・ナラヤン・シャハ - वडामहाराजधिराज पृथ्वीनारायण शाह            | 1723年1月7日 – 1775年1月11日（52歳没）    | 1768年9月25日     | 1775年1月11日      | ゴルカ王ナラ・ブーパール・シャハの息子     | シャハ家 | Prithvi Narayan Shah of Nepal      |
| プラタープ・シンハ・シャハ - प्रतापसिंह शाह                       | 1751年4月16日 – 1777年11月17日（26歳没）  | 1775年1月11日     | 1777年11月17日     | プリトビ・ナラヤン・シャハの息子           | シャハ家 | Pratap Singh Shah of Nepal         |
| ラナ・バハドゥル・シャハ - रण बहादुर शाह                        | 1775年5月25日 – 1806年4月25日（30歳没）   | 1777年11月17日    | 1799年3月8日 退位  | プラタープ・シンハ・シャハの息子           | シャハ家 | Rana Bahadur Shah of Nepal         |
| ギルバン・ユッダ・ビクラム・シャハ - गीर्वाणयुद्ध विक्रम शाह         | 1797年10月19日 – 1816年11月20日（19歳没） | 1799年3月8日      | 1816年11月20日     | ラナ・バハドゥル・シャハの息子（庶子）     | シャハ家 | Girvan Yuddha Bikram Shah of Nepal |
| ラジェンドラ・ビクラム・シャハ - राजेन्द्र विक्रम शाह               | 1813年12月3日 – 1881年7月10日（67歳没）   | 1816年11月20日    | 1847年5月12日 廃位 | ギルバン・ユッダ・ビクラム・シャハの息子   | シャハ家 | Rajendra Bikram Shah of Nepal      |
| スレンドラ・ビクラム・シャハ - सुरेन्द्र बिक्रम शाह                 | 1829年10月20日 – 1881年5月17日（51歳没）  | 1847年5月12日     | 1881年5月17日      | ラジェンドラ・ビクラム・シャハの息子       | シャハ家 | Surendra Bikram Shah               |
| プリトビ・ビール・ビクラム・シャハ - पृथ्वी बीर विक्रम शाह          | 1875年8月18日 – 1911年12月11日（36歳没）  | 1881年5月17日     | 1911年12月11日     | スレンドラ・ビクラム・シャハの孫           | シャハ家 | Prithvi Bir Bikram Shah of Nepal   |
| トリブバン・ビール・ビクラム・シャハ - त्रिभुवन वीर विक्रम शाह      | 1906年6月30日 – 1955年3月13日（48歳没）   | 1911年12月11日    | 1950年11月7日 廃位 | プリトビ・ビール・ビクラム・シャハの息子   | シャハ家 | Tribhuvan Bir Bikram Shah of Nepal |
| ギャネンドラ・ビール・ビクラム・シャハ - ज्ञानेन्द्र शाह           | 1947年7月7日（77歳）                      | 1950年11月7日     | 1951年1月7日 廃位  | トリブバン・ビール・ビクラム・シャハの孫   | シャハ家 |                                    |
| トリブバン・ビール・ビクラム・シャハ 復位 - त्रिभुवन वीर विक्रम शाह | 1906年6月30日 – 1955年3月13日（48歳没）   | 1951年1月7日 復位 | 1955年3月13日      | プリトビ・ビール・ビクラム・シャハの息子   | シャハ家 | Tribhuvan Bir Bikram Shah of Nepal |
| マヘンドラ・ビール・ビクラム・シャハ - महेन्द्र वीर विक्रम शाह      | 1920年6月11日 – 1972年1月31日（51歳没）   | 1955年3月14日     | 1972年1月31日      | トリブバン・ビール・ビクラム・シャハの息子 | シャハ家 | Mahendra Bir Bikram Shah of Nepal  |
| ビレンドラ・ビール・ビクラム・シャハ - वीरेन्द्र वीर विक्रम शाह      | 1945年12月28日 – 2001年6月1日（55歳没）   | 1972年1月31日     | 2001年6月1日 殺害  | マヘンドラ・ビール・ビクラム・シャハの息子 | シャハ家 | Birendra Bir Bikram Shah of Nepal  |
| ディペンドラ・ビール・ビクラム・シャハ - दीपेन्द्र वीर विक्रम शाह    | 1971年6月27日 – 2001年6月4日（29歳没）    | 2001年6月1日      | 2001年6月4日 自殺  | ビレンドラ・ビール・ビクラム・シャハの息子 | シャハ家 | Dipendra Bir Bikram Shah of Nepal  |
| ギャネンドラ・ビール・ビクラム・シャハ 復位 - ज्ञानेन्द्र शाह      | 1947年7月7日（77歳）                      | 2001年6月4日      | 2008年5月28日 廃位 | マヘンドラ・ビール・ビクラム・シャハの息子 | シャハ家 |                                    |